# Museo Baroffio e del Sacro Monte
Il Museo Baroffio e del Santuario del Sacro Monte sopra Varese è uno dei musei lombardi di più antica fondazione, venne, infatti, inaugurato originariamente nell'agosto del 1900 in locali annessi al Santuario del Sacro Monte di Varese. L'edificio in cui attualmente è esposta la collezione venne inaugurato nel 1936 grazie ai lasciti del barone Giuseppe Baroffio dall'Aglio, da cui il museo prende il nome, con un allestimento curato da Lodovico Pogliaghi. Dopo una chiusura quasi decennale è stato riaperto nel dicembre 2001, grazie alla Fondazione Paolo VI per il Sacro Monte. 
Al patrimonio storico-artistico legato a Santa Maria del Monte, Patrimonio dell'Umanità UNESCO dal 2003, si uniscono la collezione del barone Giuseppe Baroffio Dall'Aglio e la sezione d'arte sacra del Novecento donata da monsignor Pasquale Macchi, arciprete del santuario e già segretario di Papa Paolo VI. 
La visita in museo consente di approfondire la storia del Sacro Monte di Varese, con alcuni capolavori dell'arte lombarda, come la scultura raffigurante la Madonna con Bambino (1196 circa) di Domenico e Lanfranco da Ligurno, le miniature di Cristoforo de' Predis (1476) o i tessuti donati da Ludovico il Moro (1494 – 1495) e contemporaneamente di volare lontano, sulla scia delle tante opere fiamminghe e olandesi o verso alcuni protagonisti dell'arte italiana ed europea del XX secolo, come Guttuso, Sironi, Bodini, Matisse e Rouault. 
Il museo conservava uno studio preparatorio del Bacco di Leonardo da Vinci, rubato nel 1974.

## Il drago di Breno
Tra le curiosità, il museo ospita il "drago di Breno", un coccodrillo del Nilo di oltre tre metri di lunghezza ucciso a Breno nel Malcantone, probabilmente fuggito nel Seicento da uno zoo delle ville del lago e ucciso. È in quell'epoca, infatti, che la "reliquia" giunge al santuario come ex voto dopo che per diverso tempo si era parlato di un mostro che si aggirava nelle campagne mungendo le mucche e uccidendo gli armenti.
La prima menzione del rettile viene fatta nel 1739 da Niccolò Sormani, dottore dell'Ambrosiana, il quale scrisse a tal proposito: "Nel santuario di Santa Maria del Monte c'è un lucertolone, un mostro terribile, lungo sette cubiti (circa tre metri) e fa bella mostra di sé proprio all'ingresso."